# Файн, Джон
Джон ван Антверп Файн, младший (англ. John Van Antwerp Fine Jr.) — американский историк-медиевист и педагог, профессор Мичиганского университета, преподаёт историю Византии и Балканского полуострова в целом. Стипендиат Гуггенхайма.

## Ранние годы
Джон Файн родился в 1939 году в Принстоне, штат Нью-Джерси. Из семьи учёных: его отец, Джон ван Антверп Файн старший, преподавал историю Греции, в первую очередь античной, в департаменте антиковедения Принстонского университета. Его мать Элизабет работала преподавательницей латыни и древнегреческого языка в школе мисс Файн. Файн окончил Гарвардский университет, где изучал курсы истории Византии, истории Балканского полуострова и средневековой Руси. В 1968 году он получил степень PhD по балканистике в Гарварде и поступил на работу в Мичиганский университет.

## Работы
Работы Файна посвящены в основном истории церкви, истории Балканского полуострова в Средние века и истории Византии. По словам медиевиста Пола Стивенсона, работы Файна о средневековой истории Балкан выполнены очень качественно и напоминают ему работы таких мастеров, как Пол М. Барфорд, Саймон Франклин, Джонатан Шепард.
В 2006 году Файн опубликовал работу, посвящённую Хорватии со Средних веков вплоть до XIX века, назвав её «Когда этническая принадлежность на Балканах не имела значения». Книгу высоко оценила историк Эмили Бабич, которая написала, что «(о)дной из сильных сторон книги является анализ Файном досовременной „этнической“ идентичности». В 2009 году историк Джон К. Кокс также дал положительную рецензию на книгу, как и Джеймс П. Крокар, который заявил, что она является «чрезвычайно важным дополнением к попытке изучения южнославянской истории и к дебатам о современности нации». В то же время Невен Будак из Загребского университета дал смешанную рецензию, отметив некоторые как положительные, так и отрицательные моменты. Он, например, посетовал на «идеологические предрассудки» и «предвзятые выводы», а также утверждал, что «автор не подготовился методологически, не ознакомился с соответствующими работами нехорватских авторов». Подход Файна к теме Будак охаракеризовал как «вопреки заявленным намерениям — традиционалистский по своему методу, поверхностный и ненадежный», писал о неуместном «отношении к хорватам».